# Straßen und Plätze in Ludwigshafen am Rhein/N

## Nachtigalstraße
67065 Ludwigshafen-Gartenstadt
Gustav Nachtigal war ein deutscher Afrikaforscher. Er durchquerte die Sahara und ging dann in das vorher von keinem Weißen betretene Gebiet der Tibbu, das Land Tibesti. 1870 erreichte er Kuka, die Residenz des Sultans von Bornu, und überreichte diesem die Geschenke des preußischen Königs. 
Die Nachtigalstraße ist eine Querstraße zur Niederfeldstraße im Norden der Gartenstadt.

## Nachtweidstraße
67067 Ludwigshafen-Rheingönheim
Nachtweide ist ein veralteter Rechtsbegriff für eine Weide, auf der die Tiere nur nachts weiden durften. Solche Weiden waren insbesondere Zugtieren vorbehalten. Heute ist der Begriff oft als Bezeichnung für in den letzten 100 Jahren erschlossene Stadt- oder Ortsgebiete zu finden.
Die Nachtweidstraße führt von der Hauptstraße nach Süden zum Brückweg.

## Nadlerweg
67067 Ludwigshafen-Gartenstadt
Carl Gottfried Nadler (1809–1849) war ein Jurist und Pfälzer Mundartdichter.
Der Nadlerweg ist einer von mehreren Wegen zwischen Ebereschenweg und Schlehengang.

## Nansenstraße
67069 Ludwigshafen
Fridtjof Nansen war ein norwegischer Zoologe, Polarforscher, Philanthrop und internationaler Staatsmann. Aufgrund seiner Verdienste um die internationale Flüchtlingshilfe erhielt er 1922 den Friedensnobelpreis.

## Nansteinstraße
67065 Ludwigshafen
Die mittelalterliche Burg Nanstein bei Landstuhl in der Westpfalz wurde um 1160 durch Kaiser Barbarossa erbaut. Ihre heutige Bekanntheit verdankt sie einem späteren Eigentümer, dem „letzten Ritter“ Franz von Sickingen.

## Neuhausener Weg
67071 Ludwigshafen-Ruchheim
Neuhausen ist ein Stadtteil der kreisfreien Stadt Worms. 
Der Neuhausener Weg ist einer von mehreren Wegen zwischen Himmeroder Weg und Lorscher Straße im Zentrum des Ortsteils Ruchheim.

## Neuhöfer Straße
67065 Ludwigshafen-Rheingönheim

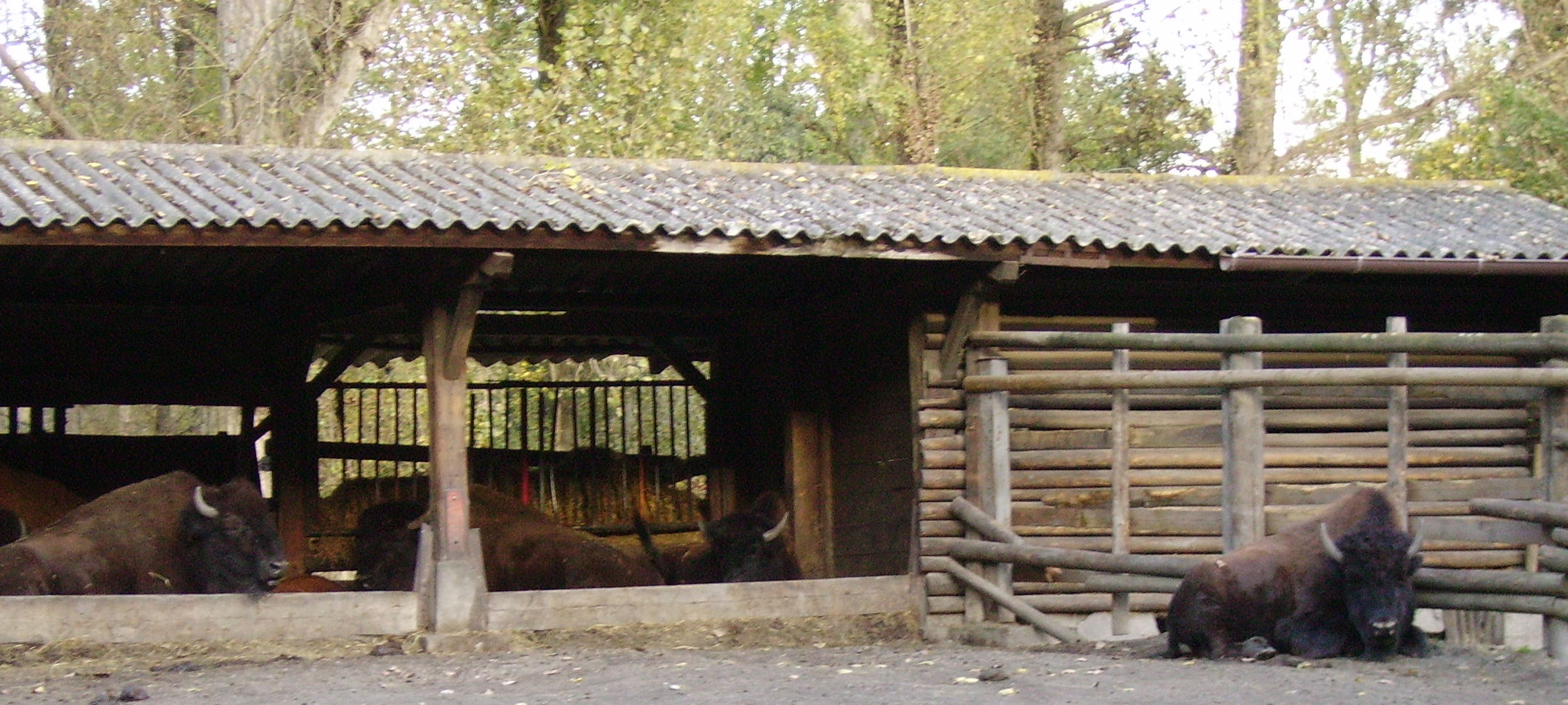
Tierpark Rheingönheim

Neuhofen in der Pfalz ist eine verbandsfreie Gemeinde im Rhein-Pfalz-Kreis.
Die Neuhöfer Straße führt von Rheingönheim nach Süden direkt nach Neuhofen und passiert dabei den Tierpark Rheingönheim, der in einem Wald zwischen beiden Ortschaften liegt.

## Neunkircher Straße
67063 Ludwigshafen-Friesenheim
Neunkirchen (Saar) ist eine saarländische Kreisstadt, etwa 20 km nordöstlich der Landeshauptstadt Saarbrücken.
Die Neunkircher Straße ist eine nördliche Seitenstraße der Sternstraße, von der selbst die Mettlacher Straße und der Dudweilerhof abgehen.

## Neumannstraße
67069 Ludwigshafen
Balthasar Neumann war ein Baumeister des Barock und des Rokoko.
Die Neumannstraße ist eine kurze Straße zwischen Weinbrennerstraße und Bauhausstraße.

## Neustadter Ring
67067 Ludwigshafen-Maudach

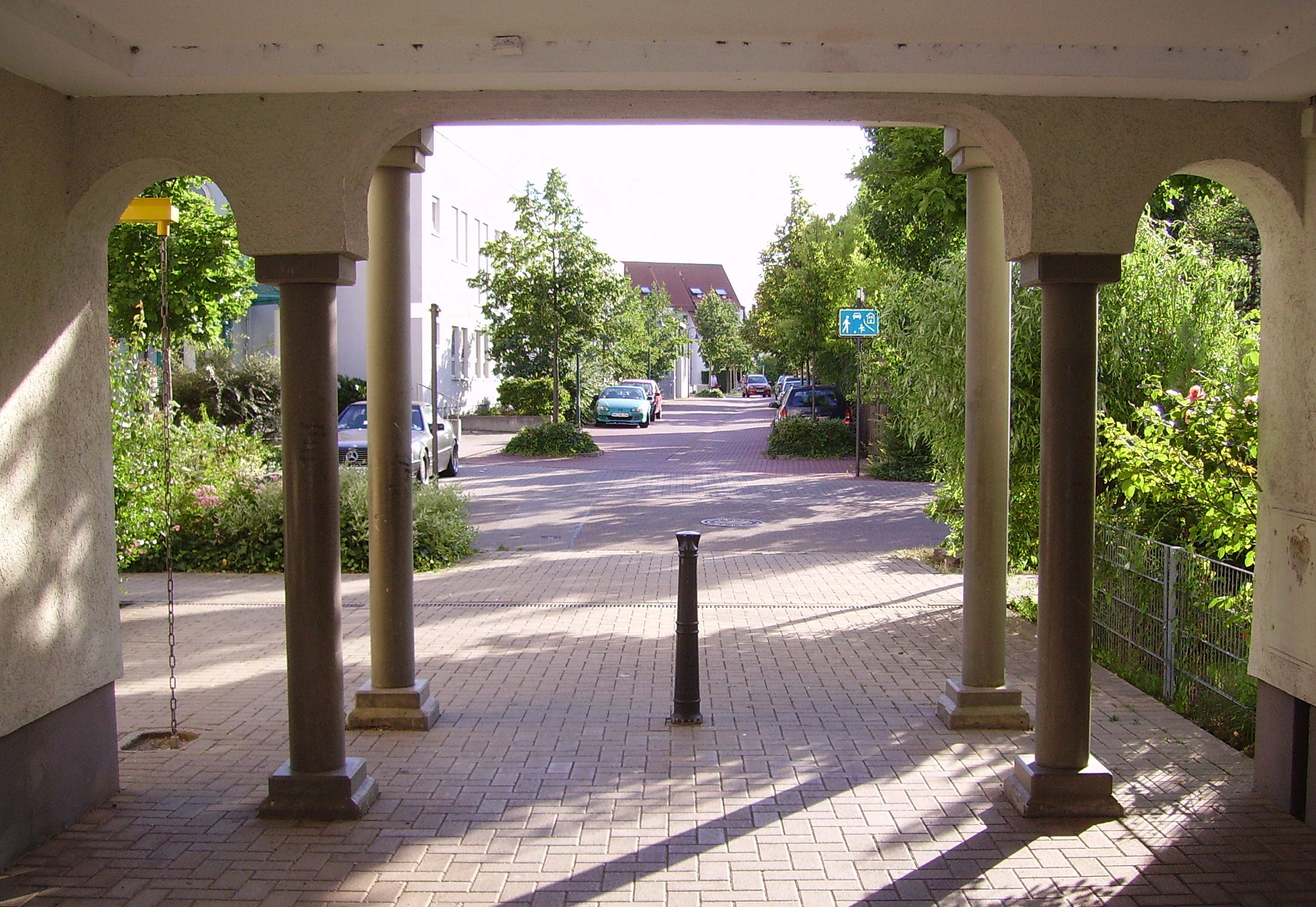
Neustadter Ring

Neustadt an der Weinstraße ist eines der Zentren der deutschen Weinindustrie und veranstaltet jährlich das Deutsche Weinlesefest mit der Wahl der Deutschen Weinkönigin.
Innerhalb des Neustadter Rings im Süden Maudachs befindet sich eine Wohnanlage und ein Seniorenwohnpark.

## Neuwiesenstraße
67063 Ludwigshafen-Friesenheim
Die Neuwiesenstraße ist eine Straße am nördlichen Ortsrand von Friesenheim, die von der Weiherstraße zur Teichstraße führt. 

## Nibelungenallee
67059 Ludwigshafen-West
Das Nibelungenlied ist ein mittelalterliches Heldenepos und wird, seit um 1800 der Begriff Nationalepos entstand, oft als ‚Nationalepos der Deutschen‘ bezeichnet. 
Die Nibelungenallee ist eine Straße zwischen Bruchwiesenstraße und Krummlachstraße in der Nähe der Großen Blies.

## Niedererdstraße
67071 Ludwigshafen-Oggersheim

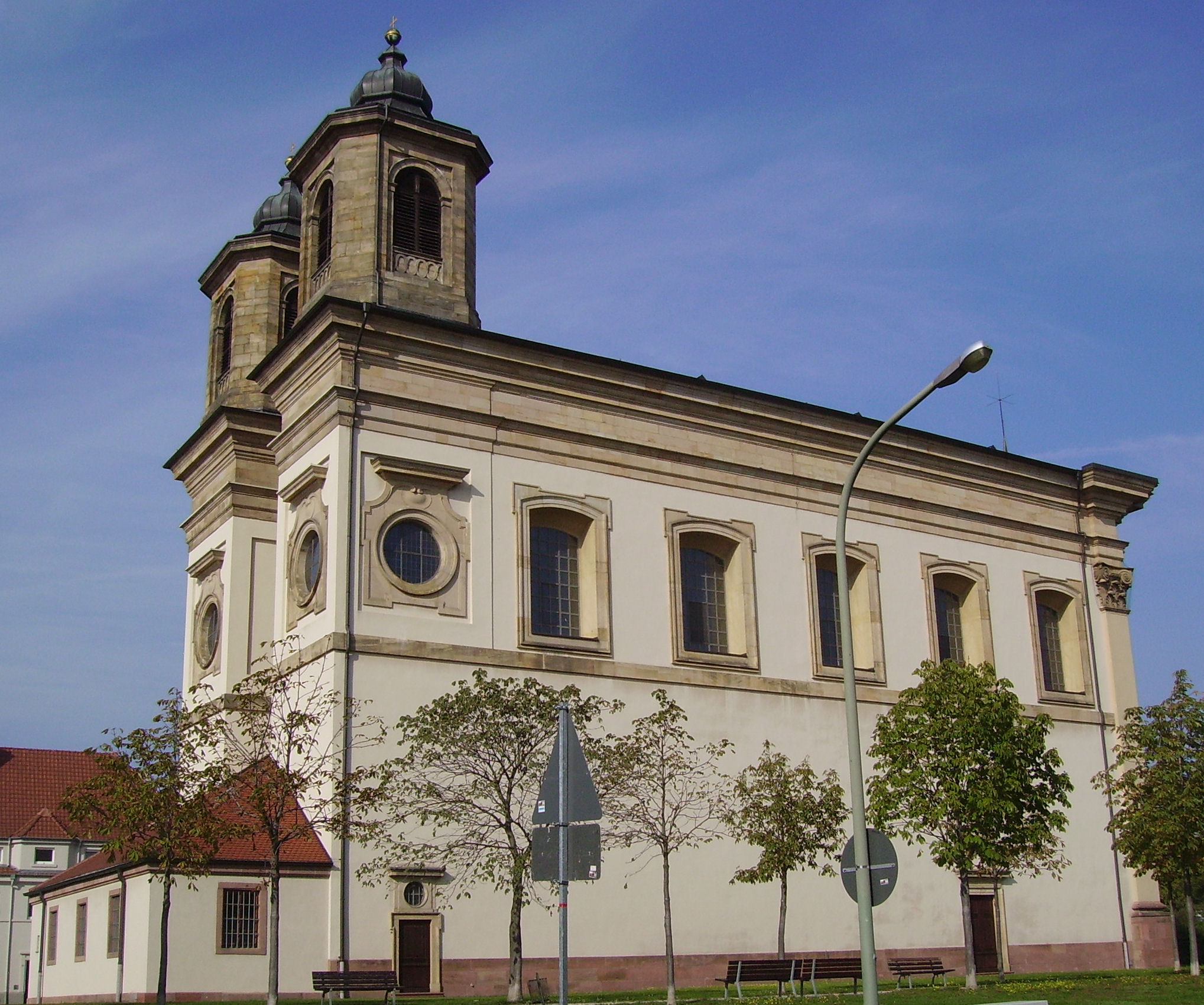
Blick auf die Wallfahrtskirche

Die Niedererdstraße ist ein Straßenzug im Süden Oggersheims, der an der Mannheimer Straße von der Straße Am Schloßkanal weitergeführt wird. Sie verläuft dabei südlich an der Wallfahrtskirche Mariä Himmelfahrt vorbei. Auf der anderen Straßenseite liegt die Festhalle Oggersheim.

## Niederfeldstraße
67065 Ludwigshafen-Gartenstadt 

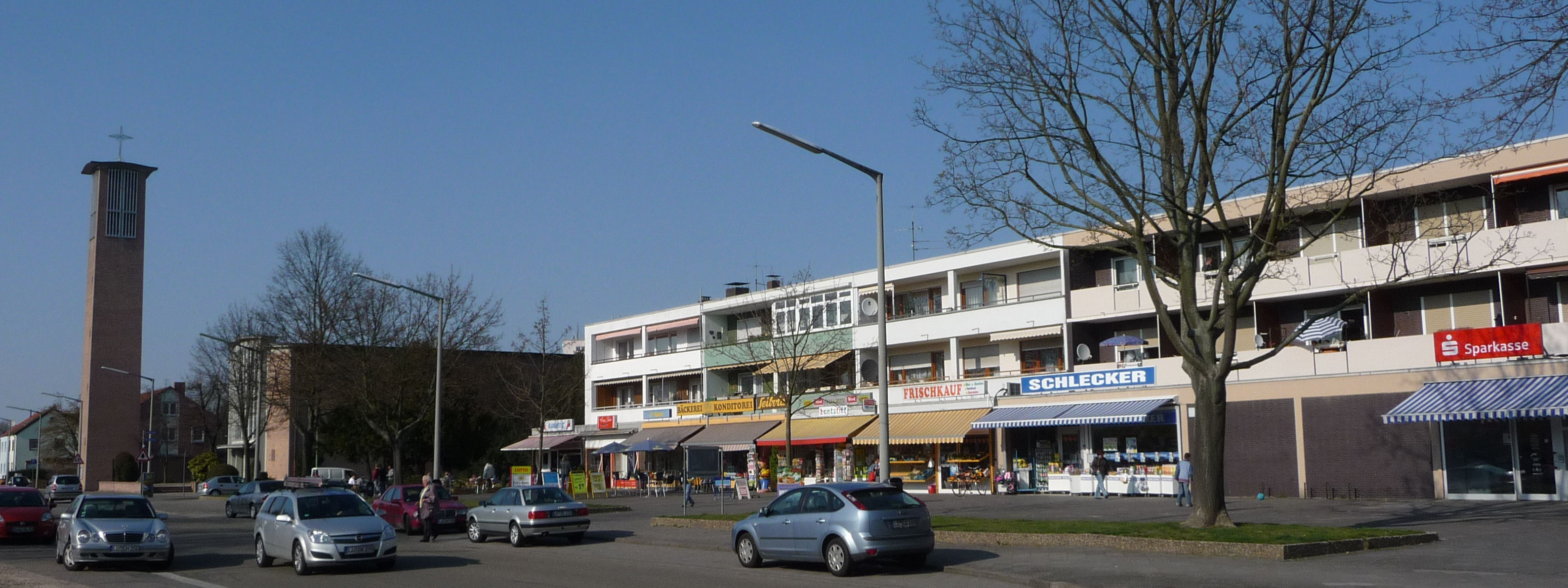
Niederfeldstraße mit der Kirche St. Hildegard (links)

Die Niederfeldstraße ist die nördliche Fortsetzung der Hochfeldstraße in der Gartenstadt. Sie beginnt bei der Abteistraße und endet an der Zipserstraße. 
An der Straße liegen die protestantische Johanneskirche, die katholische Kirche St. Hildegard und ein flacher Bunker aus der Zeit des Zweiten Weltkriegs.
Das Niederfeld liegt etwa fünf Meter niedriger als Hochfeld auf dem ehemaligen Schwemmland des Rheins.

## Nobelstraße
67069 Ludwigshafen
Alfred Nobel war ein schwedischer Chemiker und Erfinder. Er ist der Erfinder des Dynamits und Stifter des Nobelpreises.

## Nordring
67069 Ludwigshafen-Oppau
Der Nordring ist eine Straße im Norden Oppaus, die von der Breitscheidstraße zur Kurt-Schumacher-Straße führt.

## Notwendestraße
67071 Ludwigshafen-Notwende
Die Notwendestraße ist eine Straße, die zum Neubaugebiet Notwende im Norden von Oggersheim führt. Ihren Namen bekam die Siedlung im Jahr 1936, weil der Stadtrat von Oggersheim der Ansicht war, dass mit der Errichtung dieser Siedlung die größte Wohnungsnot von den Bewohnern abgewendet würde.
Die Notwendestraße beginnt am Bahnübergang bei der Mittelpartstraße und geht weiter nördlich in die Rheinhorststraße über.